# Maratona di Chicago
La maratona di Chicago è una competizione di atletica leggera che si tiene ogni anno nella Contea di Cook, Illinois, Stati Uniti. Assieme alla maratona di Boston, New York, Londra, Berlino e Tokyo, è una delle sei World Marathon Majors.
La prima edizione venne corsa il 25 settembre 1977 sotto il nome di "Mayor Daley Marathon" con un campo partecipanti di 4200 atleti. Ha un gruppo di partecipanti fra i più numerosi al mondo grazie ad un percorso largo e piatto che facilita il raggiungimento di record personali e mondiali.

## Vincitori
| Record mondiale |

| Anno | Vincitore uomini            | Nazione     | Tempo   | Vincitore donne          | Nazione     | Tempo             |
| ---- | --------------------------- | ----------- | ------- | ------------------------ | ----------- | ----------------- |
| 1977 | Dan Cloeter                 | Stati Uniti | 2:17:52 | Dorothy Doolittle        | Stati Uniti | 2:50:47           |
| 1978 | Mark Stanforth              | Stati Uniti | 2:19:20 | Lynae Larson             | Stati Uniti | 2:59:25           |
| 1979 | Dan Cloeter                 | Stati Uniti | 2:23:20 | Laura Michalek           | Stati Uniti | 3:15:45 (15 anni) |
| 1980 | Frank Richardson            | Stati Uniti | 2:14:04 | Sue Peterson             | Stati Uniti | 2:45:03           |
| 1981 | Phil Coppess                | Stati Uniti | 2:16:13 | Tina Gandy               | Stati Uniti | 2:49:39           |
| 1982 | Greg Meyer                  | Stati Uniti | 2:10:59 | Nancy Conz               | Stati Uniti | 2:33:23           |
| 1983 | Joe Nzau                    | Kenya       | 2:09:44 | Rosa Mota                | Portogallo  | 2:31:12           |
| 1984 | Steve Jones                 | Regno Unito | 2:08:05 | Rosa Mota                | Portogallo  | 2:26:01           |
| 1985 | Steve Jones                 | Regno Unito | 2:07:13 | Joan Benoit Samuelson    | Stati Uniti | 2:21:21           |
| 1986 | Toshihiko Seko              | Giappone    | 2:08:27 | Ingrid Kristiansen       | Norvegia    | 2:27:08           |
| 1987 | -corsa come mezza maratona- |             |         | -No maratona-            |             |                   |
| 1988 | Alejandro Cruz              | Messico     | 2:08:57 | Lisa Weidenbach          | Stati Uniti | 2:29:17           |
| 1989 | Paul Davies-Hale            | Regno Unito | 2:11:25 | Lisa Weidenbach          | Stati Uniti | 2:28:15           |
| 1990 | Martín Pitayo               | Messico     | 2:09:41 | Aurora Cunha             | Portogallo  | 2:30:11           |
| 1991 | Joseildo Rocha              | Brasile     | 2:14:33 | Midde Hamrin             | Svezia      | 2:36:21           |
| 1992 | José Cesar de Souza         | Brasile     | 2:16:14 | Linda Somers             | Stati Uniti | 2:37:41           |
| 1993 | Luiz Antonio Dos Santos     | Brasile     | 2:13:14 | Ritva Lemettinen         | Finlandia   | 2:33:18           |
| 1994 | Luiz Antonio dos Santos     | Brasile     | 2:11:16 | Kristy Johnston          | Stati Uniti | 2:31:34           |
| 1995 | Eamonn Martin               | Regno Unito | 2:11:18 | Ritva Lemettinen         | Finlandia   | 2:28:27           |
| 1996 | Paul Evans                  | Regno Unito | 2:08:52 | Marian Sutton            | Regno Unito | 2:30:41           |
| 1997 | Khalid Khannouchi           | Marocco     | 2:07:10 | Marian Sutton            | Regno Unito | 2:29:03           |
| 1998 | Ondoro Osoro                | Kenya       | 2:06:54 | Joyce Chepchumba         | Kenya       | 2:23:57           |
| 1999 | Khalid Khannouchi           | Marocco     | 2:05:42 | Joyce Chepchumba         | Kenya       | 2:25:59           |
| 2000 | Khalid Khannouchi           | Stati Uniti | 2:07:01 | Catherine Ndereba        | Kenya       | 2:21:33           |
| 2001 | Ben Kimondiu                | Kenya       | 2:08:52 | Catherine Ndereba        | Kenya       | 2:18:47           |
| 2002 | Khalid Khannouchi           | Stati Uniti | 2:05:56 | Paula Radcliffe          | Regno Unito | 2:17:18           |
| 2003 | Evans Rutto                 | Kenya       | 2:05:50 | Svetlana Zacharova       | Russia      | 2:23:07           |
| 2004 | Evans Rutto                 | Kenya       | 2:06:16 | Constantina Diţă-Tomescu | Romania     | 2:23:45           |
| 2005 | Felix Limo                  | Kenya       | 2:07:02 | Deena Kastor             | Stati Uniti | 2:21:25           |
| 2006 | Robert Cheruiyot            | Kenya       | 2:07:35 | Berhane Adere            | Etiopia     | 2:20:42           |
| 2007 | Patrick Ivuti               | Kenya       | 2:11:11 | Berhane Adere            | Etiopia     | 2:33:49           |
| 2008 | Evans Cheruiyot             | Kenya       | 2:06:25 | Lidija Grigor'eva        | Russia      | 2:27:17           |
| 2009 | Samuel Wanjiru              | Kenya       | 2:05:41 | Lilija Šobuchova         | Russia      | 2:25:56           |
| 2010 | Samuel Wanjiru              | Kenya       | 2:06:23 | Lilija Šobuchova         | Russia      | 2:20:25           |
| 2011 | Moses Mosop                 | Kenya       | 2:05:37 | Lilija Šobuchova         | Russia      | 2:18:20           |
| 2012 | Tsegay Kebede               | Etiopia     | 2:04:38 | Atsede Baysa             | Etiopia     | 2:22:03           |
| 2013 | Dennis Kimetto              | Kenya       | 2:03:45 | Rita Jeptoo              | Kenya       | 2:19:57           |
| 2014 | Eliud Kipchoge              | Kenya       | 2:04:11 | Rita Jeptoo              | Kenya       | 2:24:35           |
| 2015 | Dickson Chumba              | Kenya       | 2:09:25 | Florence Kiplagat        | Kenya       | 2:23:33           |
| 2016 | Abel Kirui                  | Kenya       | 2:11:23 | Florence Kiplagat        | Kenya       | 2:21:32           |
| 2017 | Galen Rupp                  | Stati Uniti | 2:09:20 | Tirunesh Dibaba          | Etiopia     | 2:18:31           |
| 2018 | Mohamed Farah               | Regno Unito | 2:05:11 | Brigid Kosgei            | Kenya       | 2:18:35           |
| 2019 | Lawrence Cherono            | Kenya       | 2:05:45 | Brigid Kosgei            | Kenya       | 2:14:04           |
| 2021 | Seifu Tura                  | Etiopia     | 2:06:12 | Ruth Chepngetich         | Kenya       | 2:22:31           |
| 2022 | Benson Kipruto              | Kenya       | 2:04:24 | Ruth Chepngetich         | Kenya       | 2:14:18           |
| 2023 | Kelvin Kiptum               | Kenya       | 2:00:35 | Sifan Hassan             | Paesi Bassi | 2:13:44           |
| 2024 | John Korir                  | Kenya       | 2:02:43 | Ruth Chepngetich         | Kenya       | 2:09:56           |

## Vittorie per nazione
| Nazione     | Vittorie maschili | Vittorie femminili | Totale |
| ----------- | ----------------- | ------------------ | ------ |
| Kenya       | 17                | 9                  | 26     |
| Stati Uniti | 9                 | 12                 | 21     |
| Regno Unito | 6                 | 3                  | 9      |
| Etiopia     | 1                 | 7                  | 8      |
| Brasile     | 4                 | 0                  | 4      |
| Portogallo  | 0                 | 3                  | 3      |
| Messico     | 2                 | 0                  | 2      |
| Finlandia   | 0                 | 2                  | 2      |
| Russia      | 0                 | 2                  | 2      |
| Marocco     | 2                 | 0                  | 2      |
| Giappone    | 1                 | 0                  | 1      |
| Norvegia    | 0                 | 1                  | 1      |
| Romania     | 0                 | 1                  | 1      |
| Svezia      | 0                 | 1                  | 1      |
| Germania    | 0                 | 1                  | 1      |